# Isolepis ludwigii
Isolepis ludwigii är en halvgräsart som först beskrevs av Ernst Gottlieb von Steudel, och fick sitt nu gällande namn av Carl Sigismund Kunth. Isolepis ludwigii ingår i släktet borstsävssläktet, och familjen halvgräs. Inga underarter finns listade i Catalogue of Life.